# Supermostreig d'aprenentatge profund
El súpermostreig d'aprenentatge profund (DLSS) és una família de tecnologies d'augment d'escala i millora d'imatges d'aprenentatge profund en temps real desenvolupades per Nvidia que són exclusives de la seva línia de targetes gràfiques RTX, i disponibles en diversos videojocs. L'objectiu d'aquestes tecnologies és permetre que la majoria de la canalització de gràfics s'executi a una resolució més baixa per augmentar el rendiment i, a continuació, inferir una imatge de resolució més alta que contingui el mateix nivell de detall com si la imatge s'hagués representat a aquesta alta resolució. Això permet una configuració gràfica i/o velocitats de fotogrames més altes per a una resolució de sortida determinada, depenent de les preferències de l'usuari.
A partir del setembre de 2022, la 1a i la 2a generació de DLSS estan disponibles a totes les targetes de marca RTX de Nvidia en títols compatibles, mentre que la 3a generació presentada a l'esdeveniment GTC 2022 de Nvidia és exclusiva de les targetes gràfiques de la sèrie RTX 4000 de la generació d'Ada Lovelace. Nvidia també ha introduït la superresolució dinàmica d'aprenentatge profund (DLDSR), una tecnologia relacionada i oposada on els gràfics es representen a una resolució més alta i després es mostren a la resolució de pantalla nativa mitjançant un algorisme de reducció de mostreig assistit per IA per aconseguir una qualitat d'imatge més alta que la representació a resolució nativa.

## Història
Nvidia va anunciar DLSS com una característica clau de les targetes de la sèrie GeForce RTX 20 quan es van llançar el setembre de 2018. En aquell moment, els resultats es limitaven a uns quants videojocs (és a dir, Battlefield V i Metro Exodus) perquè l'algoritme s'havia d'entrenar específicament en cada joc en què s'aplicava i els resultats normalment no eren tan bons com simples. augment de la resolució.

## Historial de llançaments
| Llançament             | Data de publicació | Destacats |
| ---------------------- | ------------------ | --- |
| 1.0                    | Febrer 2019        | Escalador d'imatges predominantment espacial, necessari entrenat específicament per a cada integració de jocs, inclòs a Battlefield V i Metro Exodus, entre d'altres |
| "1.9" (nom no oficial) | Agost 2019         | DLSS 1.0 adaptat per executar-se als nuclis shader CUDA en lloc dels nuclis tensoris, utilitzat per al control                                                       |
| 2.0                    | Abril 2020         | Una forma accelerada d'IA de TAAU que utilitza Tensor Cores i entrenada de manera genèrica                                                                           |
| 3.0                    | Setembre 2022      | DLSS 2.0, augmentat amb un algorisme de generació de fotogrames de flux òptic per duplicar la velocitat de fotogrames                                                |